# Jack McDonald

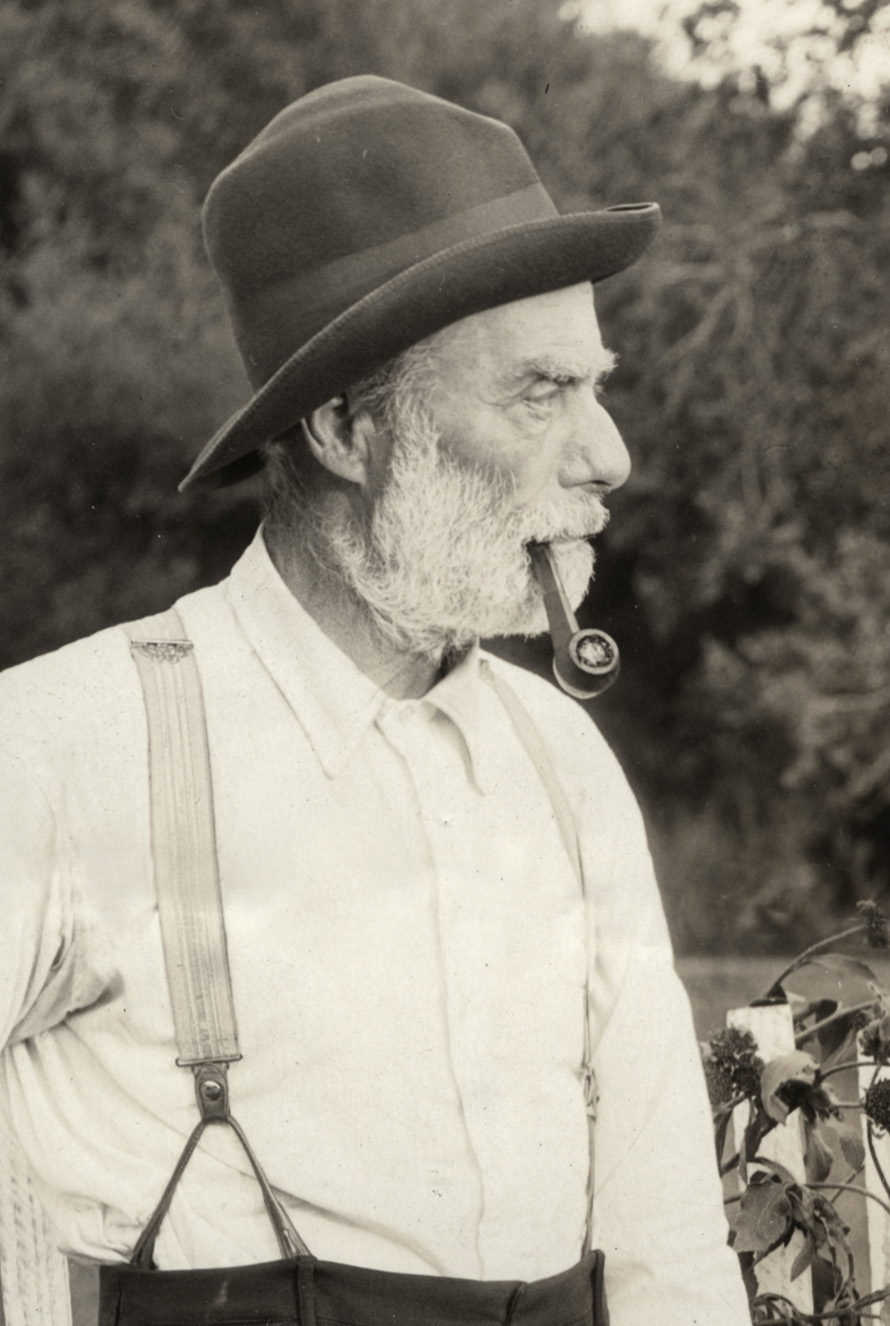
Jack McDonald em 1919

Jack McDonald (17 de setembro de 1880 – 1962) foi um ator norte-americano da era do cinema mudo. Ele atuou em 71 filmes, entre 1912 e 1930. Nasceu em São Francisco, Califórnia.

## Filmografia selecionada
- Shotgun Jones (1914)
- Rebecca of Sunnybrook Farm (1917)
- Better Times (1919)
- The Last of the Mohicans (1920)
- Ladies Must Live (1921)
- The Big Punch (1921)
- The Bait (1921)
- Cameo Kirby (1923)
- Main Street (1923)
- Greed (1924)
- Don Q, Son of Zorro (1925)
- Show Boat (1929)